# آرامستان ارامنه شازند
گورستان ارامنه شازند مربوط به دوره قاجار - اوایل دوره پهلوی است و در شازند، خیابان پانزده خرداد واقع شده و این اثر در تاریخ ۲۶ اسفند ۱۳۸۶ با شمارهٔ ثبت ۲۲۰۵۹ به‌عنوان یکی از آثار ملی ایران به ثبت رسیده است. گورستان‌های اصلی ارامنه یکی در محله ازنا و خیابان ۱۵ خرداد و به روی جبهه شمالی تپه‌ای کوچک و دیگری در محله کلاوه و در نزدیکی کلیسای سنت هاکوپ این شهر واقع شده‌اند. همچنین در محله شازند و نزدیکی راه آهن و همچنین در روستای عباس‌آباد نیز گورستان‌های کوچکی به جا مانده است.